# Kurodaia haliaeti
Kurodaia haliaeti är en insektsart som först beskrevs av Henry Denny 1842.  Kurodaia haliaeti ingår i släktet Kurodaia, och familjen spolätare. Arten är reproducerande i Sverige.